# Ciemas (plaats)
Ciemas is een bestuurslaag in het regentschap Sukabumi van de provincie West-Java, Indonesië. Ciemas telt 5177 inwoners (volkstelling 2010).